# William Milne (missionnaire)
Pour les articles homonymes, voir William Milne et Milne.
William Milne (chinois simplifié : 米怜 ; chinois traditionnel : 米憐 ; pinyin : mǐ lián), né en avril 1785 et mort le 2 juin 1822, est le deuxième missionnaire protestant envoyé en Chine par la London Missionary Society. Accompagné de son épouse, il rejoint sur place son collègue Robert Morrison en 1813. William Milne a été pasteur de l'église Christ Church, à Malacca, premier directeur du Anglo-Chinese College (en) à Malacca également, et rédacteur en chef de deux magazines missionnaires: le Indo-Chinese Gleaner (anglophone) et le Chinese Monthly Magazine (en chinois), auteur de nombreux ouvrages en chinois et traducteur de la Bible dans cette langue.

## Biographie

### Jeunesse
William Milne est né à Braeside of Cults, un lieu-dit de la paroisse rurale de Kennethmont, à quelques kilomètres au sud de Huntly, dans l'Aberdeenshire, au nord-est de l'Écosse. Ses parents sont sans doute William Milne et Janet Munro, mariés le 26 janvier 1783 à l'église paroissiale de Kennethmont (Église d'Écosse). Son père, simple ouvrier agricole, meurt alors qu'il n'a que six ans. Le jeune William doit donc travailler très jeune comme berger et ne va pas à l'école, mais sa mère lui enseigne ce qu'elle sait. Il entre ensuite en apprentissage chez un charpentier.
Selon ses propres mémoires, William Milne a « une attraction naturelle pour les livres ». Pendant son enfance, il mémorise le Petit Catéchisme de Westminster et le Mother's Catechism composé par le pasteur écossais John Willison (en). Il le fait, dit-il surtout pour « faire comme mes voisins et éviter de mécontenter le pasteur de la paroisse ». Sa vie de berger le conduit plutôt à « mentir, jurer et blasphémer ». Vers treize ans, il connaît « une réforme partielle », sous l'influence de la lecture de tracts et de livres chrétiens, de deux exemples chrétiens pieux et de l'espoir du salut par la prière alliée à la peur de la damnation et du châtiment éternel. Il commence alors à assister aux écoles du dimanche et aux réunions de prière. En 1801, à l'âge de seize ans, il a une expérience de conversion.
Peu après, il décide de quitter l'Église d'Écosse et de rejoindre un autre groupe chrétien, plus évangélique et édifiant. En 1804, il est reçu comme membre d'une église congrégationaliste, à Huntly. Son pasteur, George Cowie est très conscient du besoin d'envoyer des missionnaires de par le monde et William Milne commence à éprouver une vocation dans ce domaine.

### Carrière missionnaire
Vers 1809, après plusieurs actes de candidature infructueux, il est accepté par la London Missionary Society (LMS). Il est alors envoyé à l'académie non-conformiste de Gosport, où il étudie sous la supervision du révérend David Bogue (en) pendant trois ans, comme c'était alors la règle imposée par la LMS. Le curriculum est lourd : théologie et étude de la Bible, y compris les langues bibliques, latin, français, rhétorique, histoire du judaïsme, philosophie anglaise, « preuves du christianisme » (apologétique), histoire, travail pastoral, géographie et astronomie ! À l'issue de cette formation, William Milne est consacré pasteur pour devenir missionnaire en Chine le 16 juillet 1812 à Portsea, près de Portsmouth par le révérend John Griffin. Milne se propose alors "d'aller de maison en maison, de village en village, de ville en ville et de pays en pays, partout où l'on peut avoir accès, afin de prêcher l'Évangile à tous ceux qui ne s'en détourneront pas."
William Milne épouse Rachel Cowie, la fille de son ancien pasteur, à l'église Saint-Leonard, dans le quartier de Shoreditch à Londres le 4 août 1812 et le 4 septembre, ils quittent Portsmouth pour le Cap. Les Milne séjournent pendant quelques jours pendant quelques jours au Cap avec un collègue missionnaire, John Campbell, et ils arrivent à Macao le 4 juillet 1813. Ils y sont accueillis avec joie par Robert Morrison et son épouse, le premier ménage pastoral missionnaire en Chine, pour qui ils représentent les premières personnes venues d'Angleterre pour les assister. Mais à peine quelques jours après leur arrivée, William Milne est expulsé à la demande de l'évêque catholique portugais, et il s'installe alors à Canton, où il commence l'étude du chinois sous la conduite de Robert Morrison. L'observation de Milne concernant la difficulté pour un anglophone à apprendre le chinois a été fréquemment citée:
« L'apprentissage de la langue chinoise nécessite des corps de fer, des poumons d'airain, des têtes de chêne, des mains d'acier, des yeux d'aigle, des cœurs d'apôtres, des mémoires d'anges et des vies de Mathusalem ». Les femmes, qui ne sont pas autorisées à séjourner à Canton, restent à Malacca, où Rachel Milne donne bientôt naissance au premier enfant du ménage, une fille qui sera prénommée Rachel Amelia.
Après six mois passés avec Robert Morrison, William Milne fait, sur les conseils de ce dernier, une tournée à Java et dans les colonies chinoises de l'archipel indonésien. Il y distribue des tracts et des livres, revenant finalement à Canton le 5 septembre pour y passer l'hiver de 1813-1814.
À partir du printemps 1815, William Milne passe la majeure partie de sa carrière missionnaire dans les établissements britanniques du détroit de Malacca. Il installe à Malacca une imprimerie et une école, continuant de prêcher l'Évangile aux Chinois locaux.
En janvier 1816, Milne se rend à Penang et y établit également une imprimerie. Il devient également le premier directeur de l'Anglo Chinese College à Malacca. Il a collabore avec Morrison pour produire la deuxième traduction complète de la Bible en chinois, traduisant les livres de l'Ancien Testament depuis le Deutéronome jusqu'à Job.
Liang Fa (en), converti au christianisme en 1815 et baptisé par Milne, devient le premier pasteur et évangéliste protestant chinois. Les écrits chrétiens de Liang Fa sont parmi ceux qui inspireront Hong Xiuquan et la rébellion de Taiping .
William Milne décède le 2 juin 1822, trois ans après son épouse Rachel. Il est enterré à ses côtés dans le cimetière de l’Église réformée néerlandaise de Malacca.

## Postérité

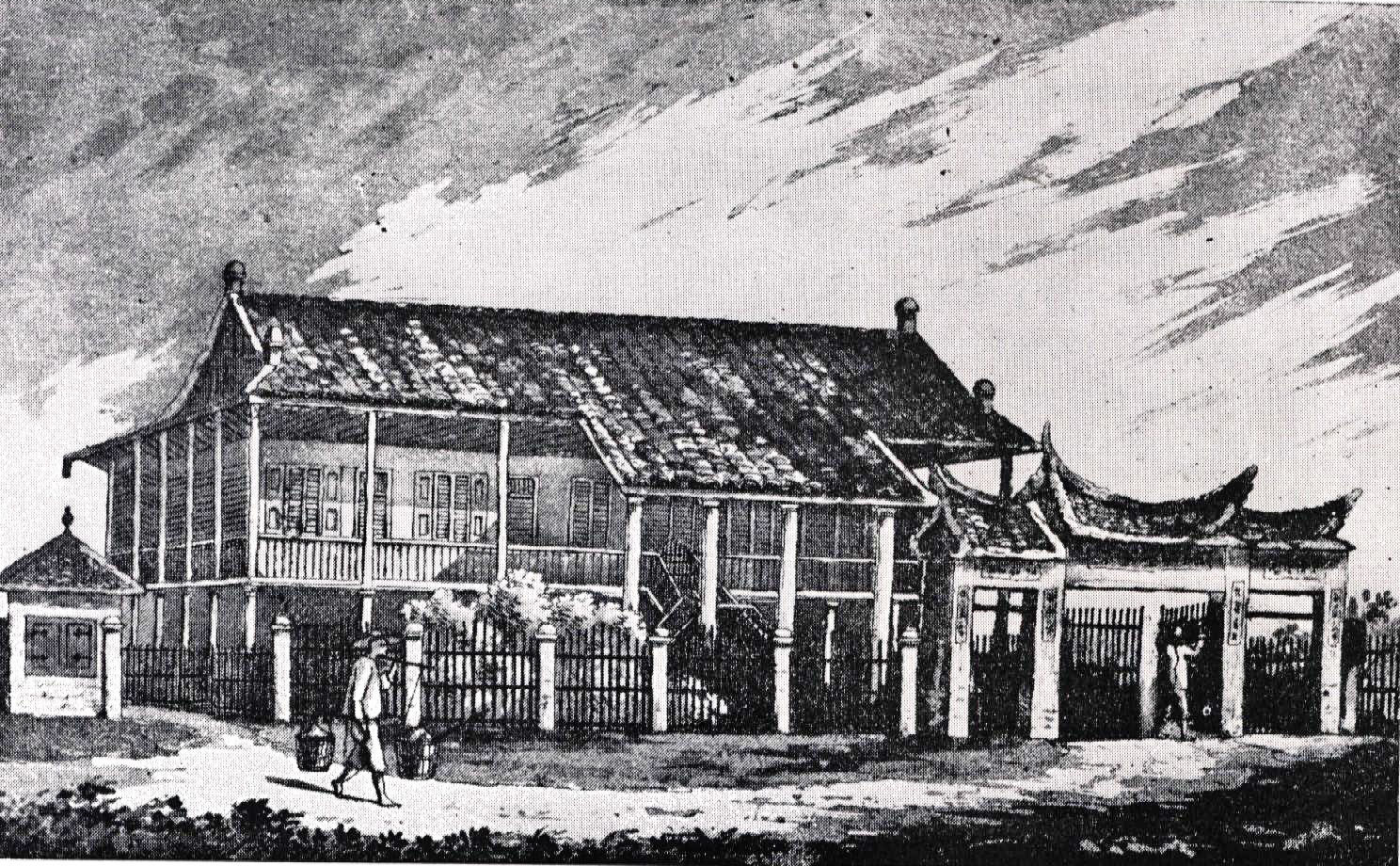
Le Collège anglo-chinois de Malacca, en Malaisie en 1834.

### Ministère
Pendant des décennies après sa mort, le ministère de Milne a été prolongé par celui du pasteur chinois Liang Fa (en), auquel Milne avait consacré une grande partie de sa vie.
Morrison et Milne ont également créé une école pour les enfants chinois et malais à Malacca en 1818, dont Milne a assuré la direction. L'école, appelée Anglo-Chinese College (et plus tard Ying Wa College (en)), a été déplacée à Hong Kong vers 1843 après que le territoire fut devenu une possession britannique. L'établissement existe toujours aujourd'hui sous la forme d'une école secondaire pour garçons.

### Influence
Au cours de ces années, Milne a publié une traduction de l'Édit sacré de l'empereur Kangxi, un écrit confucéen du XVIIe siècle qui était couramment proclamé dans tous les villages encore jusqu'au XXe siècle. Son tract de 1819 « Les deux amis » est devenu le tract chrétien chinois le plus utilisé jusqu'au début du XXe siècle. Milne a été un écrivain chinois remarquablement prolifique pour quelqu'un qui est venu à l'écriture si tard dans la vie, et 21 œuvres chinoises lui sont attribuées. Plusieurs étaient d'une longueur considérable; l'un était le magazine mensuel chinois (sh 世俗 每月 統 記 傳 Chashisu Meiyue Tongjizhuan), le premier magazine en langue chinoise au sens moderne du terme; qui s'étendait de 1815 à 1822 et totalisait plusieurs centaines de pages. En outre, il a produit deux livres substantiels et un périodique en anglais publié à Malacca.

### Reconnaissance
En raison des services rendus par Milne en tant que missionnaire, l'Université de Glasgow lui décerne un doctorat honoris causa en théologie le 26 novembre 1820.

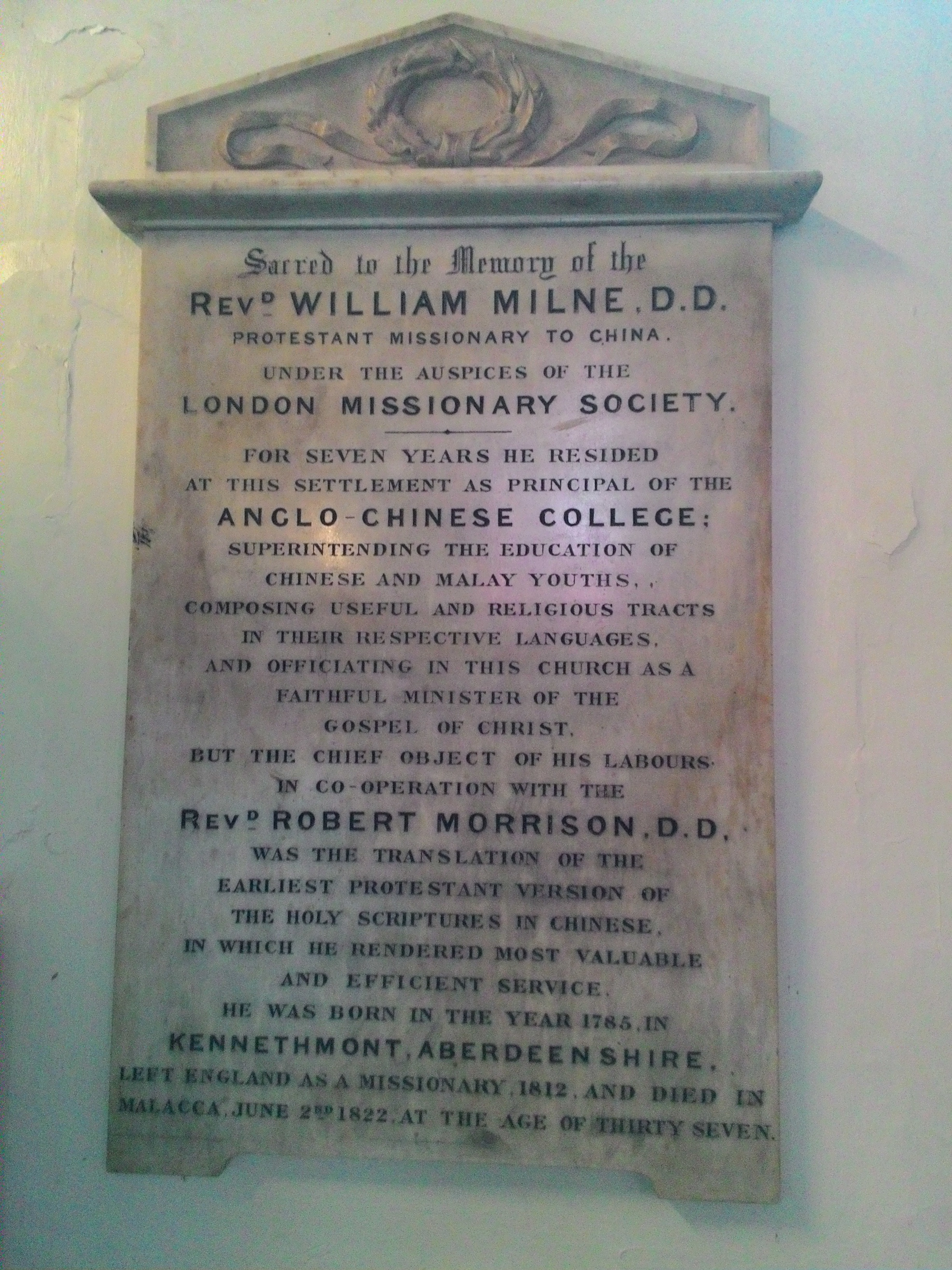
La pierre tombale de William Milne, à Christ Church, Malacca, Malaisie

### Descendance
Rachel Cowie Milne donne naissance à six enfants. L'aînée, Rachel Amelia, est née en 1813 peu après l'arrivée de ses parents à Macao, puis, en 1815, deux jumeaux, Robert George et William Charles, viennent au monde sur un bateau en pleine mer de Chine et sans assistance, alors que Mme Milne était en transit entre Macao et Malacca sans son mari et se trouvait être la seule femme à bord. Malgré ces circonstances, les deux garçons sont en bonne santé et atteindront l'âge adulte. Malheureusement, les deux enfants suivants décèdent dès leurs premiers jours : David, le 4 mai 1816, et Sarah, le 10 avril 1817, ce dont leur mère se remet difficilement. Le dernier, Farquhar, naît en 1819 alors que sa mère souffrait d'une maladie grave à laquelle elle ne survivra pas.
Rachel Cowie Milne décède le 20 mars 1819 à Klebang (en), près de Malacca, laissant des dispositions testamentaires afin que sa fille Amelia puisse recevoir une éducation appropriée. Elle est inhumée à Malacca dans le cimetière réformé néerlandais.
Après la mort de William Milne en 1822, ses quatre enfants survivants sont renvoyés en Angleterre, pour recevoir une éducation complémentaire sous la garde du révérend Andrew Reed (1787-1862). Les jumeaux Robert George et William Charles seront tous deux diplômés de la Homerton Academy et du Marischal College de l'Université d'Aberdeen et seront pasteurs.
William Charles Milne (en) suivra les traces de son père et deviendra missionnaire en Chine pour la London Missionary Society, et tuteur des traducteurs britanniques en Chine. Il décèdera en 1863 et sera enterré dans un cimetière russe à Pékin.
Robert George Milne sera quant à lui pasteur non-conformiste à Lancaster, où il décèdera en 1882.

## Œuvres
William Milne est l'auteur des ouvrages suivants.

### Œuvres en chinois
- Un discours d'adieu, 3 feuillets, Batavia, 1814.
- 求 世 者 言行 眞 史記. "Life of Christ" (La vie du Christ), 71 feuillets, Canton, 1814.
- 進 小 門 走 窄路 解 論. "Tract on the Strait Gate" (Traité sur la porte étroite), 10 feuillets, Malacca, 1816.
- 崇 真實 棄 假 謊 略 說. "Tract on the Sin of Lying, and the Importance of Truth" (Traité sur le péché du mensonge et l'importance de la vérité), 5 feuillets, Malacca, 1816.
- 幼 學 淺 解 問答. "A Catechism for Youth" (Un catéchisme pour les jeunes), 37 feuillets, Malacca, 1817.
- 祈禱 眞 法 注解. "Exposition of the Lord's Prayer" (Explication du Notre Père), 41 feuillets, Malacca, 1818.
- 諸國 異 神 論. "Tract on Idolatry" (Traité sur l'idolâtrie), 7 feuillets, Malacca, 1818.
- 生意 公平 聚 益 法. "On Justice Between Man and Man" (Sur la justice entre humains), 10 feuillets, Malacca, 1818.
- 聖 書 節 註 十二 訓. "Twelve Short Sermons" (Douze courts sermons), 12 feuillets, Malacca, 1818.
- 賭博 明 論 略 講. The Evils of Gambling" (Les méfaits du jeu), 13 feuillets, Malacca, 1819.
- 張 遠 兩 友 相 論. "Dialogues Between Chang and Yuan" (Dialogues entre Chang et Yuan), 20 feuillets, Malacca, 1819.
- 古今 聖 史記 集. "Sacred History." (Histoire sacrée), 71 feuillets, Malacca, 1819.
- 受災 學 義 論說. "Duty of Men in Times of Public Calamity" (Le devoir des hommes en temps de calamité publique), 13 feuillets, Malacca, 1819.
- 三寶 仁 會 論. "Three Benevolent Societies" (Trois sociétés de bienfaisance), 32 feuillets, Malacca, 1821.
- 全 地 萬 國 紀 略. Sketch of the World" (Croquis du monde), 30 feuillets, Malacca, 1822.
- 鄉 訓 五十 二 則. "Twelves Village Sermons" (Douze sermons de village), 70 feuillets, Malacca, 1824.
- 上帝 聖教 公會 門. "The Gate of God's Church" (La porte de l'église de Dieu), 30 feuillets, Malacca.
- 靈魂 篇 大全. "Treatise on Soul" (Traité sur l'âme), 183 feuillets, Malacca, 1824.
- 聖 書 節 解. "Commentary on Ephesians." (Commentaire sur l'Épître aux Ephésiens), 104 feuillets, Malacca, 1825.
- 神 天 聖 書. "The Holy Bible" (La Sainte Bible), Malacca, 1824.
- 察 世俗 每月 統 記 傳. "Chinese Monthly Magazine" (Magazine mensuel chinois), 7 volumes, 524 feuillets, Malacca, 1815-1821.

### Œuvres en anglais
- The Sacred Edict, containing sixteen maxims of the emperor Kang-he, amplified by his son, the emperor Yoong-ching; together with a Paraphrase on the whole, by a Mandarin. (L'édit sacré, contenant seize maximes de l'empereur Kang-he, amplifiées par son fils, l'empereur Yoong-ching; accompagné d'une paraphrase dans son ensemble, par un mandarin), 299 pages, Londres, 1817.
- (en) William Milne, A retrospect of the first ten years of the Protestant mission to China : (now, in connection with the Malay, denominated the Ultra-Ganges missions) : accompanied with miscellaneous remarks on the literature, history, and mythology of China &c (Rétrospective des dix premières années de la mission protestante en Chine (maintenant, en liaison avec les Malais et dénommée la Missions Outre-Ganges) : accompagné de remarques diverses sur la littérature, l'histoire et la mythologie de la Chine, etc. ), Malacca, Anglo-Chinese Press, 1820, 376 p. (bien que porté au crédit de W. Milne, cet ouvrage a essentiellement été écrit par Morrison, seul témoin oculaire des premières années.)
- The Indo-Chinese Gleaner (Le glaneur indo-chinois), revue contenant diverses communications sur la littérature, l'histoire, la philosophie, la mythologie, etc. des nations indochinoises, tirées principalement des langues indigènes. Mélanges chrétiens; et nouvelles générales. Malacca, 1817-1822. (Ce magazine, publié tous les trimestres, était rédigé en grande partie par William Milne.)